# Xanthopimpla ferruginea
Xanthopimpla ferruginea là một loài tò vò trong họ Ichneumonidae.